# Gmach Urzędów Niezespolonych

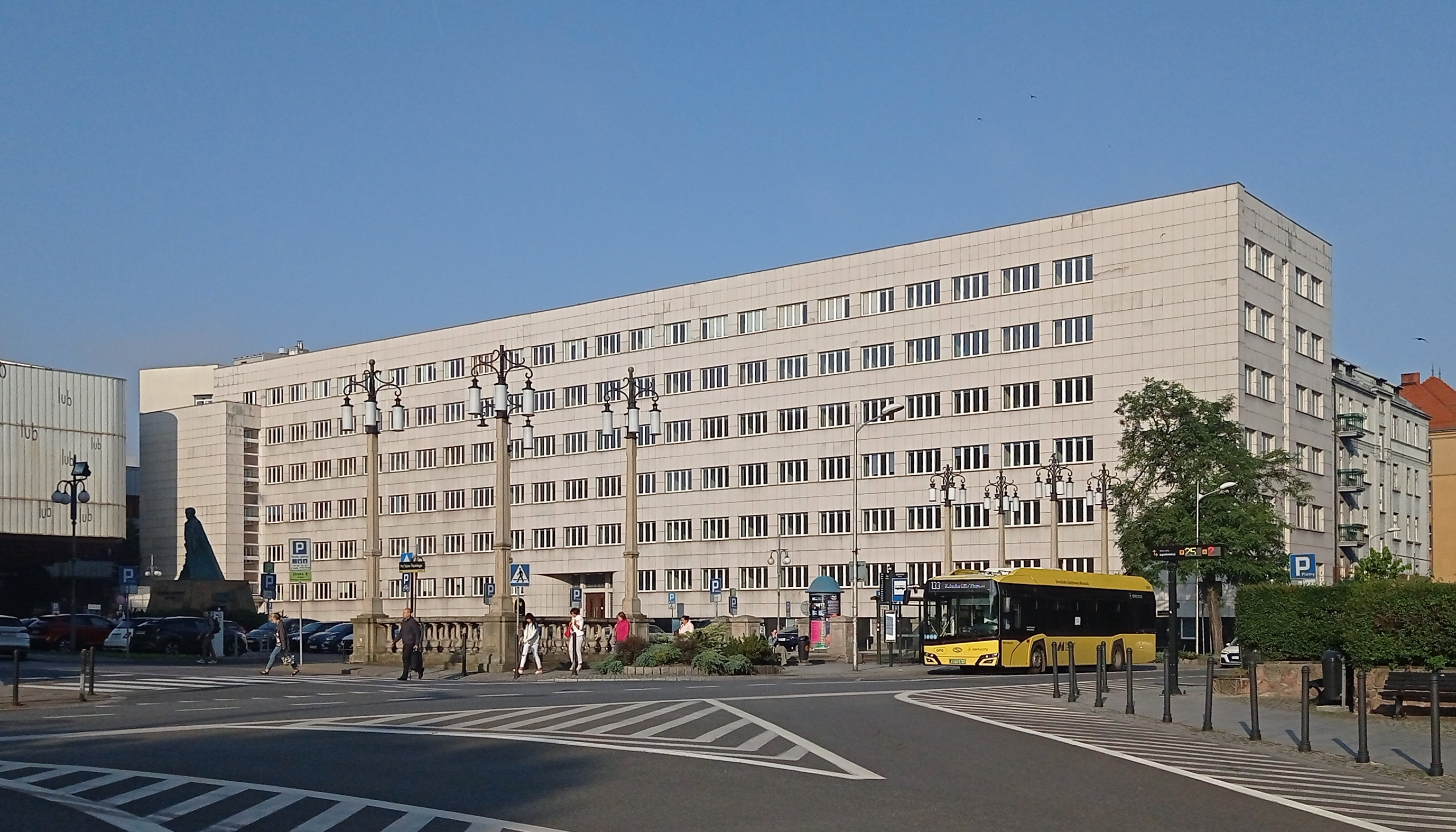
Ansicht von Nordosten, 2024

Das Gmach Urzędów Niezespolonych (deutsch Gebäude der Unabhängigen Dienststellen) ist ein Verwaltungsgebäude in Katowice (deutsch Kattowitz, Woiwodschaft Schlesien) in Polen. Es wurde von 1935 bis 1937 im Stil der Moderne errichtet und ist in das Denkmalverzeichnis der Stadt eingetragen.

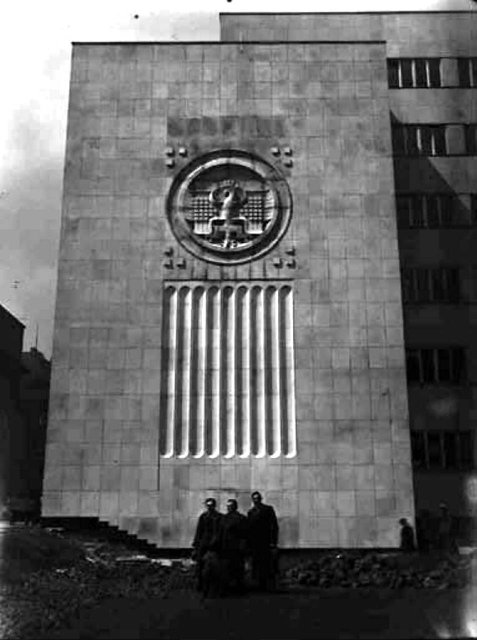
Der „Szukalski-Adler“, 1939

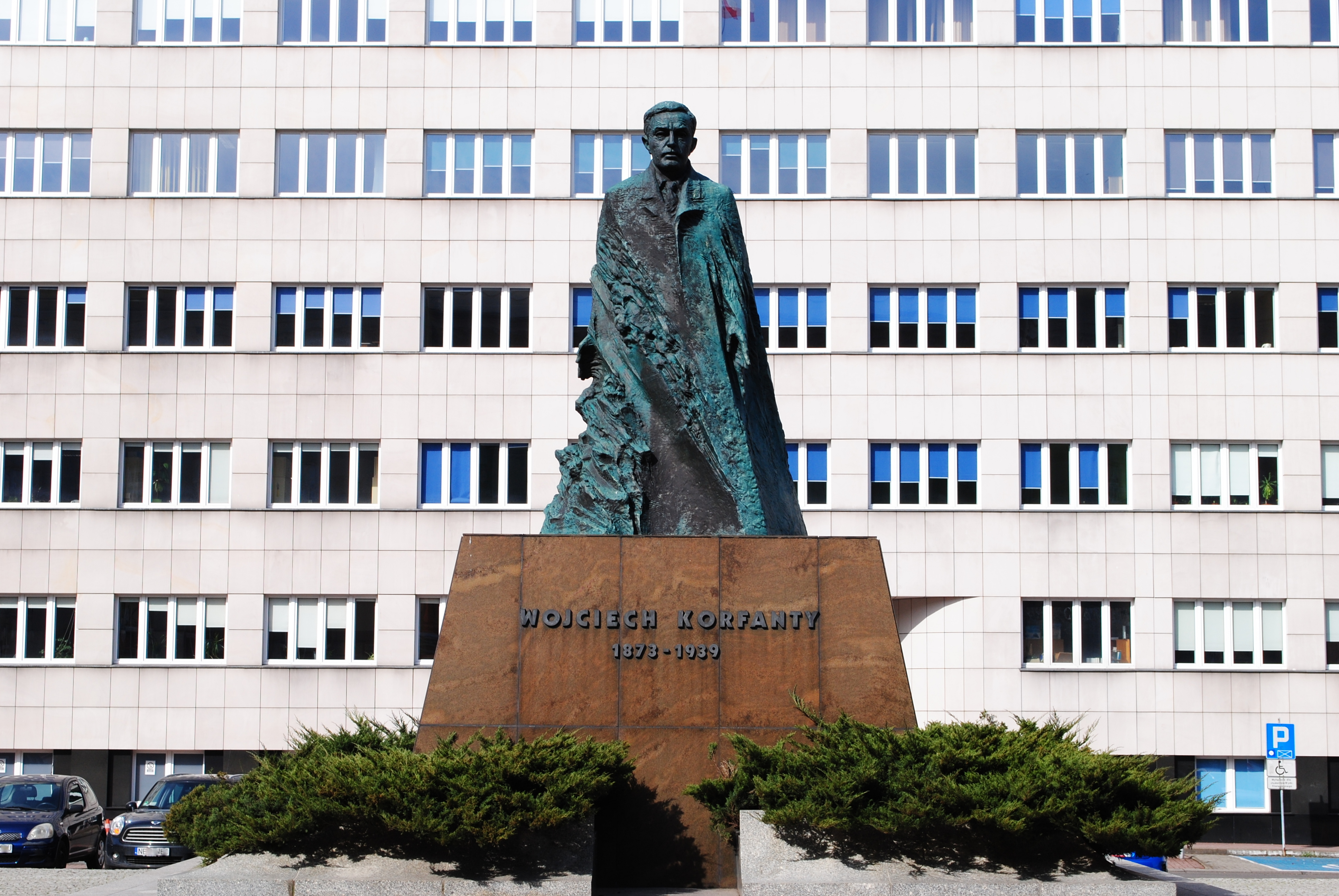
Das Korfanty-Denkmal, 2021

Das siebengeschossige Bauwerk steht dreiseitig freistehend im Süden des Stadtbezirks Śródmieście (Innenstadt) am Plac Sejmu Śląskiego 1, westlich des Gebäudes des Schlesischen Parlaments. Planender Architekt war Witold Kłębkowski. Es beherbergte Staatskontrollamt, Schlesisches Landesamt und den Kommissar für Demobilisierung. Am südlichen Teil der Fassade wurde 1939 eine Darstellung des polnischen Wappens angebracht. Bildhauer des Flachreliefs war Stanisław Szukalski. Nach dem deutschen Überfall auf Polen wurde das Wappen zerstört und später durch ein Glockenspiel aus Porzellan mit 39 Glocken ersetzt. Nunmehr Polizeipräsidium war das Gebäude auch Sitz der Gestapo in Kattowitz. Auf dem Platz wurde ein Denkmal mit dem Reichsadler mit Hakenkreuz im Eichenkranz errichtet.
Nach Kriegsende wurde es Hauptquartier des PPR- bzw. PZPR-Komitees der Woiwodschaft. Der Feliks-Dzierżyński-Platz war für ein Parteidenkmal reserviert und kam nicht als Standort für das Denkmal für die schlesischen Aufständischen in Frage.
Nach der Wende in Polen wurde das Gebäude ab 1990 durch die Schlesische Universität genutzt. Es beherbergte den Katowicer Teil der Fakultät für Geisteswissenschaften mit der Abteilung für Philologie. Im Juni 1999 wurde auf dem Plac Sejmu Śląskiego ein Denkmal für Wojciech Korfanty errichtet. Die Universität verkaufte im Dezember 2022 die Immobilie für 27 Millionen Złoty an die Staatskasse. Nachnutzer wurde das Sąd Rejonowy Katowice-Zachód (Kreisgericht Kattowitz-West).